# Riboflavină
Riboflavina (denumită și vitamina B2) este o formă de vitamina B. Este solubilă în apă și în etanol. Aceasta participă activ în procesele metabolice, formarea anticorpilor, celulelor pielii, precum și a celulelor roșii ale sângelui. Este utilizată pentru a trata deficitul de riboflavină. Compusul se află pe lista medicamentelor esențiale ale Organizației Mondiale a Sănătății.

## Rol

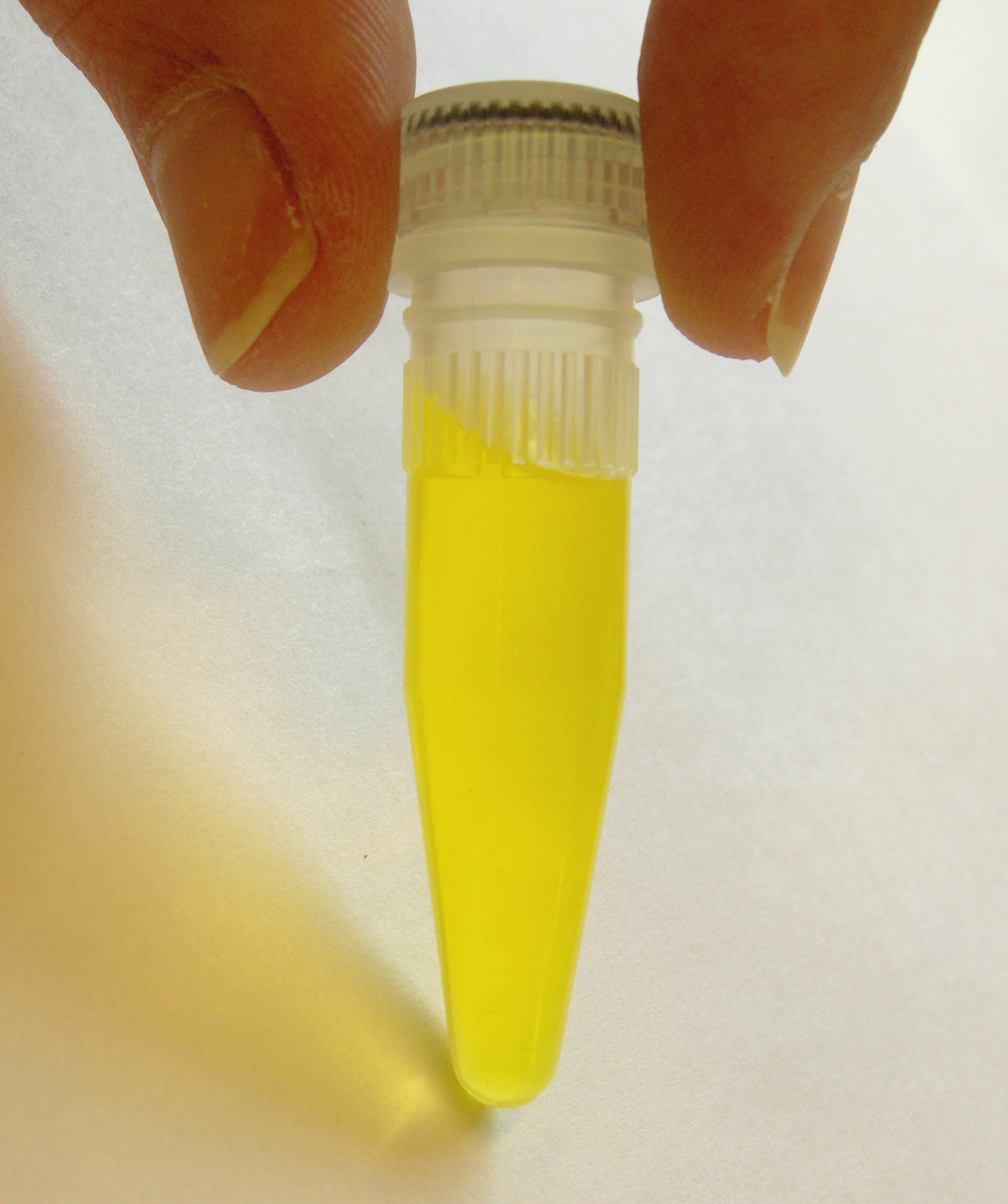
Aspectul unei soluții de riboflavină

Riboflavina are un rol foarte important și multiplu. Ea intră în constituția unor dehidrogenaze ca FMN și FAD, contribuind la reacțiile de oxidoreducere. Stimulează creșterea organismelor tinere și participă alături de vitamina A în procesul vederii. Se crede ca riboflavina transformă radiațiile cu lungime de unda scurtă în radiații cu lungime de undă mare, care devin astfel perceptibile.

## Utilizarea în medicină
Vitamina B2 se utilizează în:
- Ariboflavinoză;
- Afecțiuni ale pielii
- Anemii
- Ciroze
- Unele afecțiuni ale ochilor, precum cataractă
- Afecțiuni digestive.

Simptome ale deficienței riboflavinice sunt:
- Buze crăpate
- Dureri de gât
- Piele uscată
- Inflamații ale limbii

## Alimente bogate în vitamina B2
- Lapte
- Carne
- Ficat
- Iaurt
- Ouă
- Cașcaval
- Sparanghel
- Ciupercile
- Brânza
- Rinichi
- Drojdii
- Griș

## Legături externe
- Definiție pentru aditivul alimentar „E101” la infocons.ro (denumire și descriere).